# Megalopyge opercularis
Megalopyge opercularis (también conocida como: gusano ratón, tortolocuilo, oruga peluche, gato lanudo, oruga pollito, copo de algodón, copo de nieve o simplemente copo) es una polilla de la familia Megalopygidae. 

## Nombres comunes
- Borreguilla, Gato lanudo,[6] gusano pollo,[7] oruga copo de algodón,[4] oruga peluche, apambico, oruga pollito,[6] polilla de franela,[8] polilla gato.[9]

## Descripción
La larva de 3 cm de largo está bastante cubiertas de largas y densas setas parecidas a pelos, lo que la hace parecerse a un pequeño gato persa. Es de color variable, desde blanco grisáceo a marrón dorado o gris oscuro. A menudo tiene una veta de color naranja brillante que se extiende longitudinalmente. El "pelaje" en las larvas del primer estadio es a veces extremadamente rizado, dando a la larva un aspecto algodonoso e hinchado. El cuerpo se estrecha hacia una cola que se extiende más allá del cuerpo, a diferencia de su pariente M. crispata.
El estadio intermedio tiene una apariencia más desaliñada, sin una cola distintiva. El "pelaje" de la larva contiene espinas venenosas que causan reacciones extremadamente dolorosas en la piel humana al contacto. La polilla adulta está cubierta por un pelaje largo en colores que van desde el naranja apagado hasta el amarillo limón, con patas peludas y patas negras vellosas.

## Hábitat
Megalopyge opercularis se puede encontrar en robles, olmos, ciruela silvestre, entre otros, así como en muchas plantas de jardín, como rosas y hiedra. 
Se distribuye por parte de Estados Unidos: por el este entre Virginia y Florida y por el sur; por  México y partes de América Central. También fue visto en Venezuela y Misiones el norte de Argentina. En Perú se suele ver en plantaciones de Café. En Colombia igualmente se ha encontrado, en Boyacá y en Santander donde se la puede encontrar en las plantaciones de cacao; en Antioquia se ha encontrado en árboles y plantas ornamentales en la ciudad de Medellín. En zonas de Ecuador es bastante común encontrarla en bosques. Otro lugar muy común es en los bosques de Paraguay y en la zona de la selva de Bolivia.

## Peligros y tratamiento de picaduras
Esta oruga es considerada como un insecto peligroso debido a sus espinas venenosas. La exposición a las espinas semejantes a pieles dará lugar a una irritación inmediata de la piel caracterizada por una "erupción papular hemorrágica en forma de rejilla con dolor intenso y radiante". El dolor ha sido descrito por los pacientes como similar a un hueso roto o trauma por fuerza contundente. Las reacciones a veces se localizan en el área afectada, pero a menudo son muy graves, irradian hacia arriba y causan ardor, hinchazón, náuseas, dolor de cabeza, malestar abdominal, erupciones cutáneas, ampollas y, a veces, dolor en el pecho, entumecimiento o dificultad para respirar. Además, no es raro encontrar sudoración en las ronchas o ronchas en el sitio de la picadura.
Se puede buscar consejo médico en caso de contacto con uno. Lo mejor es que el veneno de las espinas se trate a las pocas horas del primer contacto. Para primeros auxilios, se recomienda que las espinas (si están presentes) se eliminen mediante el uso de cinta de celofán.
Algunos remedios de medicina popular incluyen: poner barro (tierra mezclado con agua), llamado también lodo, en la zona de la picadura bastante aprox 1 kg que cubra toda la zona donde han rozado las pelusas con el veneno del animal, aplicar inmediatamente cuando aparezca el dolor. Otra alternativa de acción inmediata al contacto, es usar cinta adhesiva para quitar las pelusas. Otros que según se informa tienen diversos grados de éxito, incluyen bolsas de hielo, antihistamínicos orales, bicarbonato de sodio, crema de hidrocortisona, jugo de los tallos de plantas de consuelda o loción de calamina.